# Sebastian Korda
Sebastian Korda (Brandeton, 5 de julho de 2000) é um tenista profissional americano. Conquistou seu primeiro torneio profissional nas quadras de saibro de Parma em 2021 e alcançou sua melhor marca nos rankings da ATP em agosto de 2024, quando foi o 15º colocado em simples.